# Cloud 9 (film)
Cloud 9 è un film per la televisione diretto da Paul Hoen e scritto da Justin Ware, Don D. Scott e Katie Wech. Il film parla di Kayla Morgan, una ragazza con la passione per lo snowboard. Negli Stati Uniti è andato in onda il 17 gennaio 2014. In Italia è stato trasmesso l'8 Marzo dello stesso anno.

## Trama
Kayla Morgan (Dove Cameron), è una ragazza ricca e superficiale che compete in una sfida di snowboard e vince per la divisione delle ragazze. Con il suo compagno di squadra/fidanzato Nick Swift (Mike Manning), che è anche il figlio dell'allenatore della squadra Sebastian Swift (Jeffrey Nordling), si allena per il team Swift per vincere la competizione "Fire and Ice". Will Cloud (Luke Benward) è un leggendario snowboarder che un anno prima ha commesso un "fallimento epico": aveva creato un'acrobazia speciale, la Cloud 9, ma durante una gara non è riuscito a eseguirla e si è ferito gravemente. Con questo fallimento si ruppe la sua carriera. Ora, Will lavora presso un canile della sua famiglia con sua mamma, Andrea (Amy Farrington). Durante una festa, Kayla sente Sebastian Swift dire a Nick che ha bisogno di fare tutto quello che serve per vincere Fire and Ice. Dopo la festa, Kayla, Nick, Mike e Burke (due compagni di squadra) usano la slitta per cani di Will, ma perdono il controllo e Kayla va a sbattere contro un'insegna, rompendo anche la slitta.
Gli altri scappano lasciandole prendere la colpa. I suoi genitori, Richard (Patrick Fabian) e Madeline, decidono allora che la ragazza lavorerà al canile con Will ogni giorno dopo la scuola per guadagnare soldi per poter pagare la slitta rotta. Il giorno dopo Kayla va al canile a lavorare mentre Sebastian Swift furioso, decide di licenziare la ragazza dal team. La ragazza chiede a Nick di parlare col padre per farla riammettere in squadra, ma si scopre che Sebastian sceglieva per Kayla avversari meno forti di lei per farla vincere in quanto il padre di lei, che è il proprietario del villaggio turistico dove vivono, sponsorizza la squadra. Il giorno successivo Will, con i suoi amici Dink (Carlon Jeffery) e Sam (Andrew Caldwell) va a fare snowboard lasciando Kayla al comando. Lei combina un disastro facendo scappare tutti i cani e chiede di essere licenziata, ma i genitori non glielo permettono. Kayla chiede a Will di allenarla per partecipare alla Fire and Ice. Lui rifiuta e nel frattempo Kayla scopre che l'hanno sostituita con Skye Sailor (Kiersey Clemons), una snowborder professionista, e inoltre Nick la lascia. Lei allora implora Will che alla fine accetta, allenando la squadra formata da Kayla, Dink e Sam. Inoltre la ragazza aiuta Will a ristrutturare il canile.
Grazie agli allenamenti Kayla migliora molto, ed anche il suo rapporto con Will migliora. La mamma di Will la ringrazia in quanto credeva che il ragazzo non si sarebbe più riavvicinato allo snowboard. Più tardi, Kayla scopre che il padre non è convinto che lei possa farcela, perciò chiede a Will di insegnarle la Cloud 9 e di partecipare alla gara con la squadra, ma lui dice che non è pronta per la mossa e inoltre non vuole gareggiare. Kayla allora per dimostrare che ce la può fare, con un elicottero sale sulla montagna che nessuno snowboarder osa salire e si lancia con la tavola. Solo che viene ricoperta da una valanga e Will corre ad aiutarla. Will ha però apprezzato il suo coraggio e decide di insegnarle la Cloud 9 e di entrare nella squadra, gli Hot Doggers (come il canile dove lavorano). La mossa però non è facile e Kayla rischia di farsi molto male. A scuola Kayla scopre che Nick e Skye stanno insieme, e diventa ancora più determinata a vincere. Nick, che vede Kayla provare la Cloud 9 ed è geloso del suo rapporto con Will, minaccia il ragazzo dicendo che quella mossa distruggerà la carriera di Kayla. Influenzato da quelle parole, e convinto che Kayla voglia vincere solo per riprendersi Nick, Will non vuole più insegnarle la Cloud 9. Kayla quindi gli dice che è stanca di avere intorno solo persone che non credono in lei. Will allora la bacia e le dice che crede in lei.
Sebastian Swift però ha visto Kayla provare la Cloud 9 e, temendo che possa battere Skye, le chiede se vuole tornare in squadra. Al concorso Fire and Ice, Kayla si presenta con Sabastian e la divisa del team Swift, ma solo per rifiutare l'offerta e affermare che fa parte degli Hot Doggers. Durante la competizione, Will inizia molto bene, ma Nick lo supera. Dopo Skye è in testa su Kayla. Stanco dell'eccessiva competitività del padre, Nick rivela che l'incidente con la slitta di Kayla non è stato affatto un incidente: Sebastian aveva progettato la rottura dell'insegna per farla espellere e far entrare in squadra Skye in modo da poter vincere Fire and Ice. Kayla, determinata più che mai a vincere, si concentra e fa un Cloud 9 perfetto ottenendo 10 punti per tutti i giudici, portando la squadra alla vittoria.